# Harvey Norman
Harvey Norman (рус. Ха́рви Но́рман) — крупнейший австралийский ретейлер. Более чем 230 магазинов в Австралии, Новой Зеландии, Словении, Ирландии, Малайзии, Хорватии и Сингапуре образуют международную торговую сеть. Бренд принадлежит австралийской компании «Harvey Norman Holdings Limited».
Harvey Norman Holdings Limited является франчайзером австралийских торговых сетей «Domayne», «Space Furniture», «Ariston Appliances» и «Joyce Mayne».

## История
В 1961 году Джерри Харви и Ян Норман открыли свой первый магазин, который специализировался на электротоварах и бытовой технике. Успех побудил Харви и Нормана расширить бизнес. Были проведены переговоры с торговой сетью «Keith Lord», которая стремилась расширить свою розничную группу.
В октябре 1982 в Сиднее Оберн Харви и Норман открыли крупный торговый центр, который стал первым в сети «Harvey Norman». 3 сентября 1987 года «Harvey Norman» разместили листинг акций на Австралийской бирже.
В начале 1990-х годов «Harvey Norman» перешли на успешный в США формат — супермаркет, добавив в ассортимент компьютерную технику и товары для дома. Развитие компании было ограничено другим ретейлером Joyce Mayne, который в 1998 году был куплен «Harvey Norman», что добавило в сеть более 100 дополнительных магазинов.

## Структура
Особенностью структуры «Harvey Norman» является то, что каждый отдел супермаркета (постельные принадлежности, мебель, компьютеры, бытовая техника и т.д.) действует под контролем отдельного франчайзера. Таким образом, многие супермаркеты представляют собой комбинацию из трех или четырех отдельных предприятий с собственным франчайзером, которые обеспечивают холдингу постоянный доход через лизинговые платежи и налог с продаж.
Поскольку один отдел фактически независим от другого, продавцы работают непосредственно в своем отделе. Например, продавецу компьютерного отдела, как правило, не разрешат помочь клиентам покупающим мебель, постельные принадлежности или бытовую технику.
Каждый отдел ведёт свой собственный контроль продукции. Тем не менее, склад является общим для всех отделов.

### Товары для ремонта
«Harvey Norman Design and Renovations» (рус. Дизайн и Ремонт) является дочерней компанией Harvey Norman Holdings Limited. HNDR специализируется на продаже сантехники, кухонной, офисной и домашней мебели, а также барных принадлежностей и домашних кинотеатров. Изначально магазины HNDR располагались в штатах Виктория, Южная Австралия и Новый Южный Уэльс. Впоследствии магазины в Виктории и Южной Австралии были ликвидированы, в результате чего осталось 5 магазинов в Новом Южном Уэльсе.

### Канцелярские товары
В августе 2007 года «Harvey Norman» объявила о своём намерении включится в конкурентную борьбу с другим ретейлером «Officeworks». В декабре 2007 года компания приобрела компании «Megamart» и «Retravision», которые имели разветвлённую сеть магазинов, способных составить конкуренцию «Officeworks». В марте 2008 года «Harvey Norman» объявила об открытии первых двух магазинов под торговой маркой OFIS (от англ. office — офис) в Олбери и Сиднее. В планах компании было открытие 100 магазинов в течение десяти лет. Однако, первые пять магазинов оказались крайне убыточными, и в феврале 2009 года «Harvey Norman» объявила о закрытии программы в июне 2009 года.

## Международная сеть

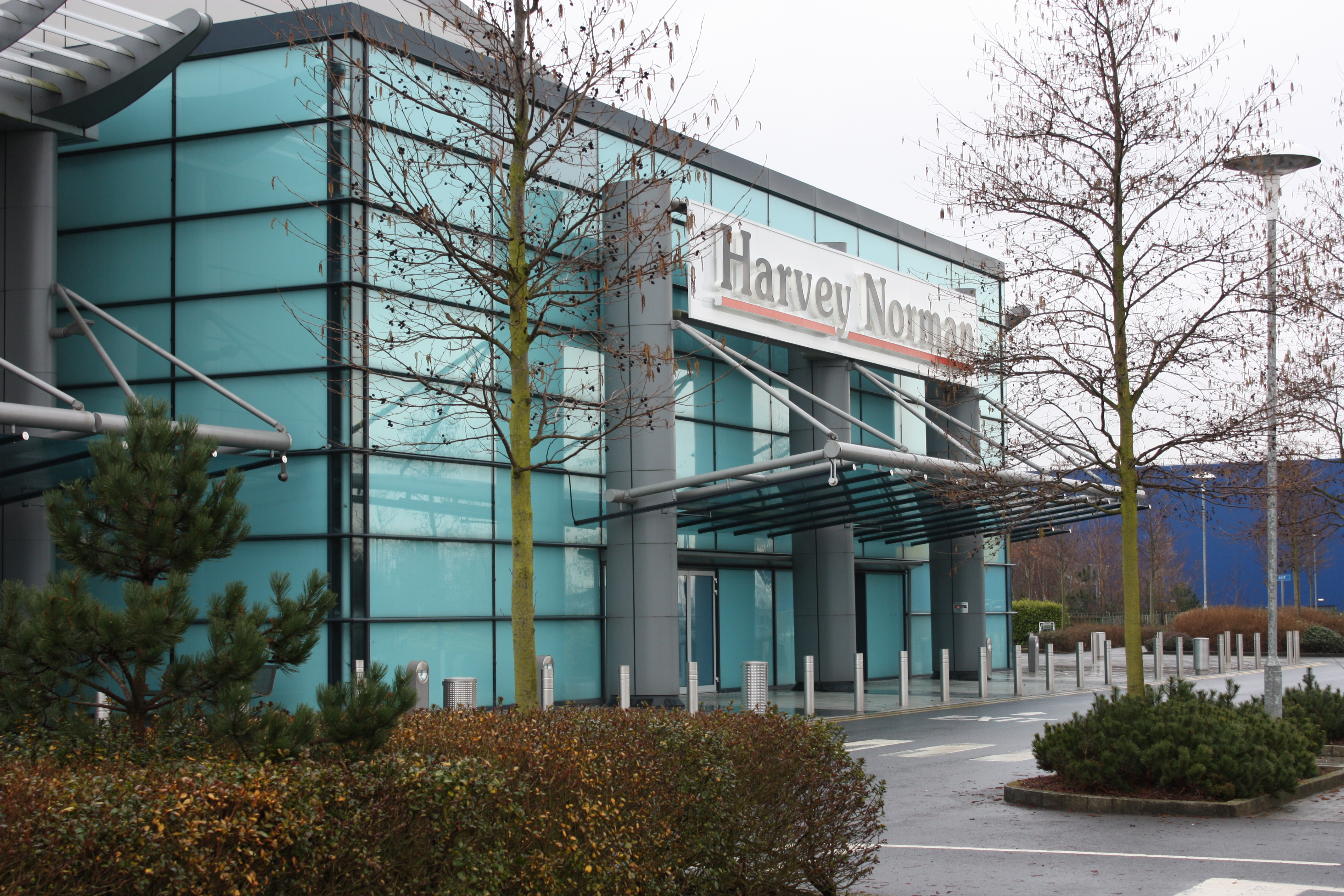
«Harvey Norman» в Белфасте

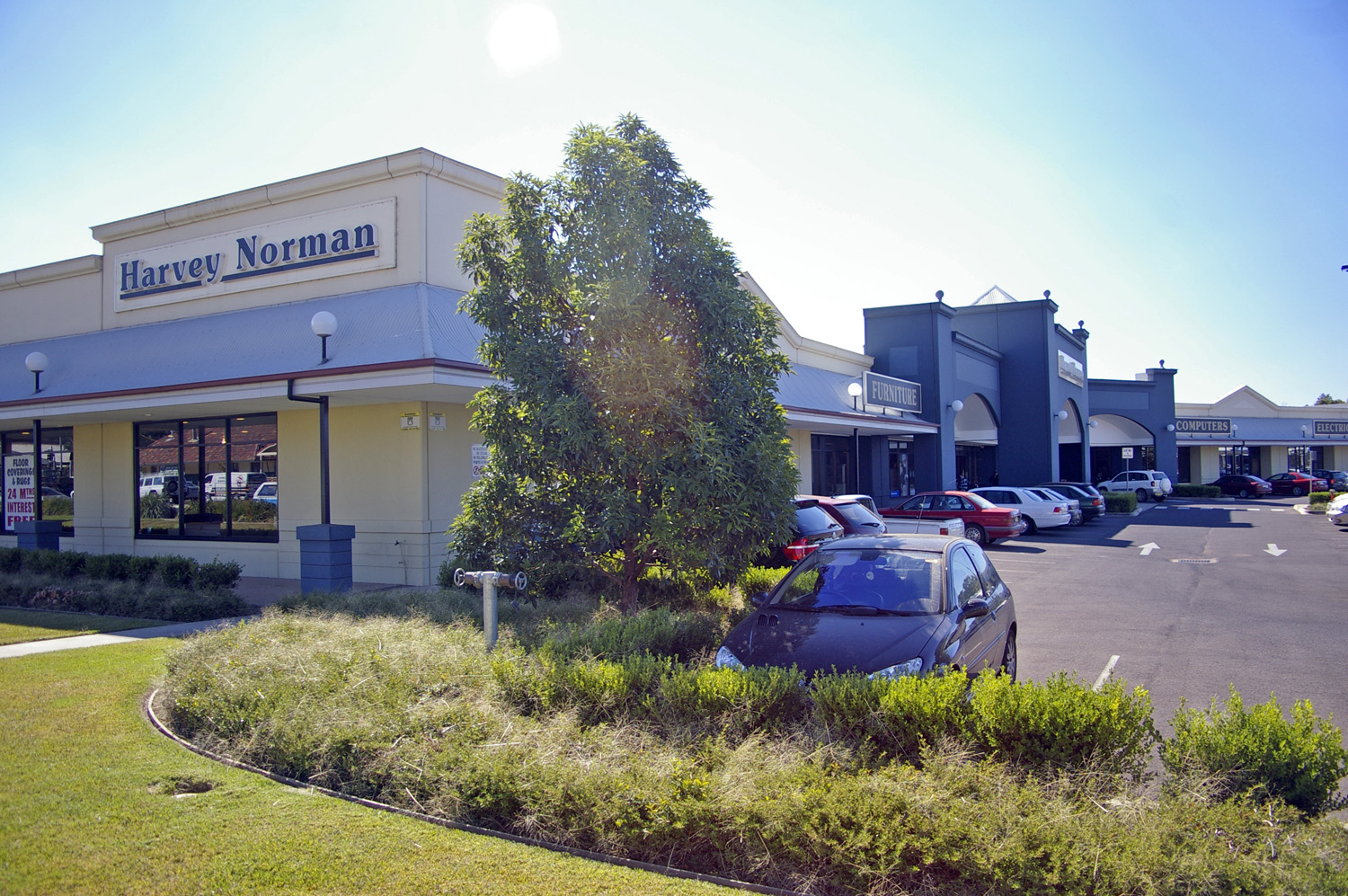
«Harvey Norman» в Уогга-Уогга

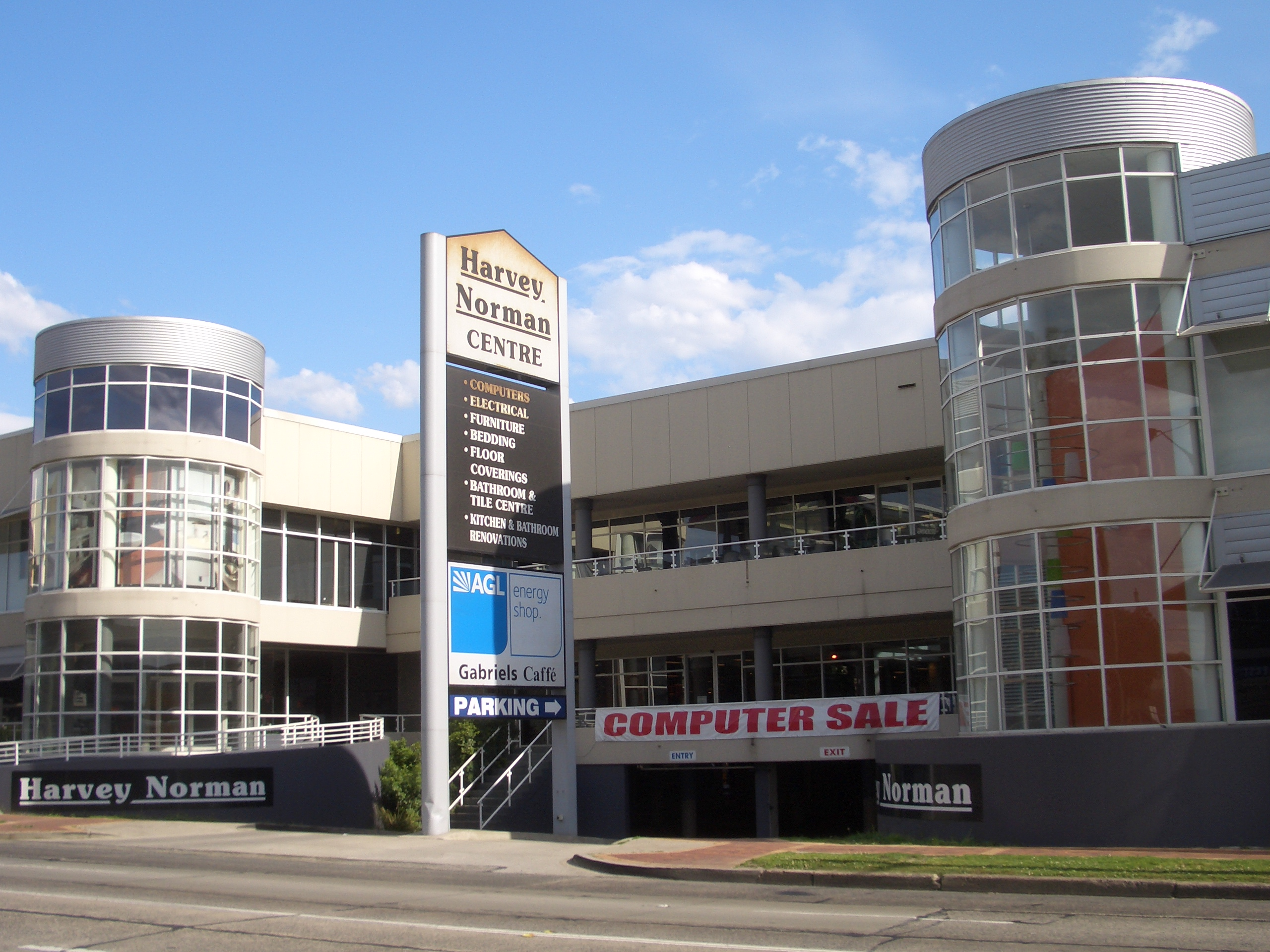
«Harvey Norman» в Сиднее

«Harvey Norman» имеет разветвлённую сеть магазинов в следующих странах:
- Австралия
- Ирландия
- Малайзия
- Новая Зеландия
- Северная Ирландия
- Сингапур
- Словения
- Хорватия

## Спонсорская поддержка
«Harvey Norman» является спонсором следующих команд:
- Команда Национальной баскетбольной лиги — «New Zealand Breakers»
- Команды Национальной регбийной лиги — «Melbourne Storm», «North Queensland Cowboys» и «Cronulla Sharks»
- Команда Национальной футбольной лиги — «Richmond Tigers»

Также является спонсором Национального чемпионата по регбилиг — «State of Origin»

## Критика
- В 1995 году Австралийская комиссия по вопросам конкуренции и защиты потребителей обвинила «Harvey Norman» в распространении каталогов, содержащих заведомо ложную информацию. Было указано более чем на 20 ошибок, включая не совпадение иллюстраций и фактического внешнего вида товаров, а также указание функций товаров, которые на самом деле отсутствуют.[16]
- В октябре 2011 года четверо защитников окружающей среды забрались на здание Сиднейской Оперы с плакатом «No Harvey Norman, No!» (по аналогии со слоганом компании: Go Harvey Norman, Go!) «Stop selling Aussie forest destruction!» (с англ. — «Прекратите распродажу австралийских лесов»).[17]
- В декабре 2011 года за введение покупателей в заблуждение «Harvey Norman» была оштрафована Федеральным судом Австралии на А$ 1,25 млн. В рекламе новых 3D-телевизоров говорилось, что их обладатели смогут смотреть финальные матчи NRL и AFL в формате 3D, хотя эти спортивные мероприятия не транслируются в данном формате.[18]